# Pigeon Mountain (Alberta)
Der Pigeon Mountain ist ein 2394 Meter hoher Berggipfel im Bow River Valley im Kananaskis Country in den kanadischen Rocky Mountains von Alberta, Kanada. Sein übergeordneter Gipfel ist der Skogan Peak, 5,0 Kilometer südöstlich gelegen. Der Pigeon Mountain ist vom Highway 1, dem Trans-Canada Highway, in der Gegend von Canmore nach Exshaw zu sehen.

## Geschichte
Dieser Berg wurde 1858 von Eugene Bourgeau, dem französischstämmigen Botaniker, der an der Palliser-Expedition teilnahm, Pic de Pigeons (auf Deutsch Taubengipfel) benannt – in Anlehnung an die Taubenschwärme, die er in der Nähe des Berges gesehen hatte. Da es sich bei den Tauben um eine eingeführte Art handelt, die 1858 im Bow Valley noch nicht vorkam, ist unklar, welche Vogelart Bourgeau tatsächlich beobachtete. Der Name des Berges wurde 1956 vom Geographical Names Board of Canada offiziell festgelegt.

## Geologie
Der Pigeon Mountain besteht aus Sedimentgestein, das während des Präkambriums bis zum Jura abgelagert wurde. Dieses in flachen Meeren entstandene Sedimentgestein wurde während der Laramischen Gebirgsbildung nach Osten und über die Spitze jüngeren Gesteins geschoben.

## Klima
Nach der Köppen-Geiger-Klassifikation liegt der Pigeon Mountain in einem subpolaren Klima mit kalten, schneereichen Wintern und milden Sommern. Die Temperaturen können unter −20 °C fallen, mit Windchill-Faktoren unter −30 °C. Das Niederschlagswasser vom Pigeon Mountain fließt in den Bow River, einen Nebenfluss des Saskatchewan Rivers.

## Wandern
Der Pigeon Mountain ermöglicht eine Wanderung, die größtenteils durch Wiesen an seiner Westseite führt. Ein inoffizieller, 2,8 Kilometer langer Weg führt vom Skogan Pass Trail 535 Meter nach oben, vom Gipfel aus bietet sich eine außergewöhnliche Aussicht.

## Galerie

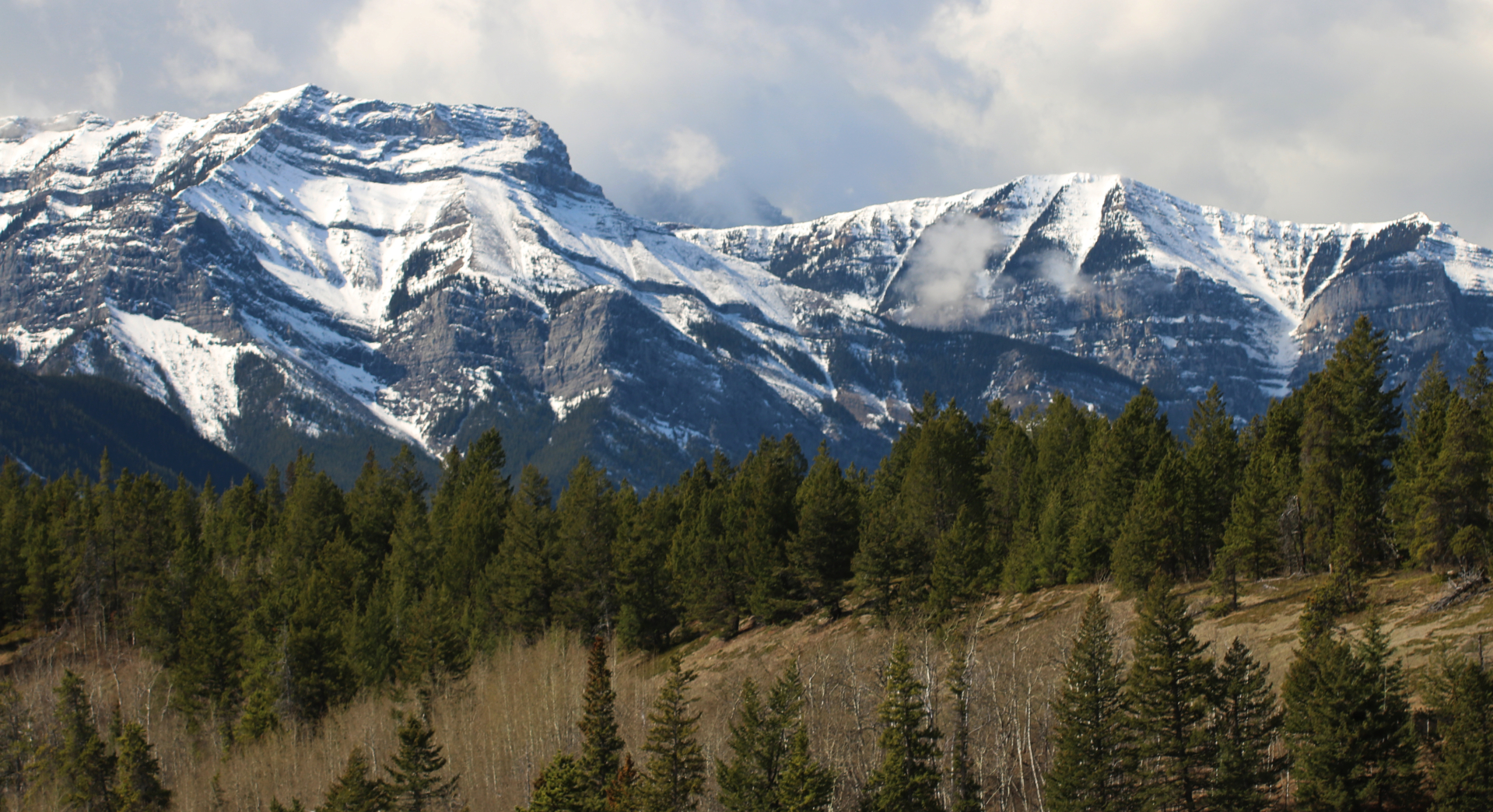
Mount McGillivray (links) und Pigeon Mountain (rechts)
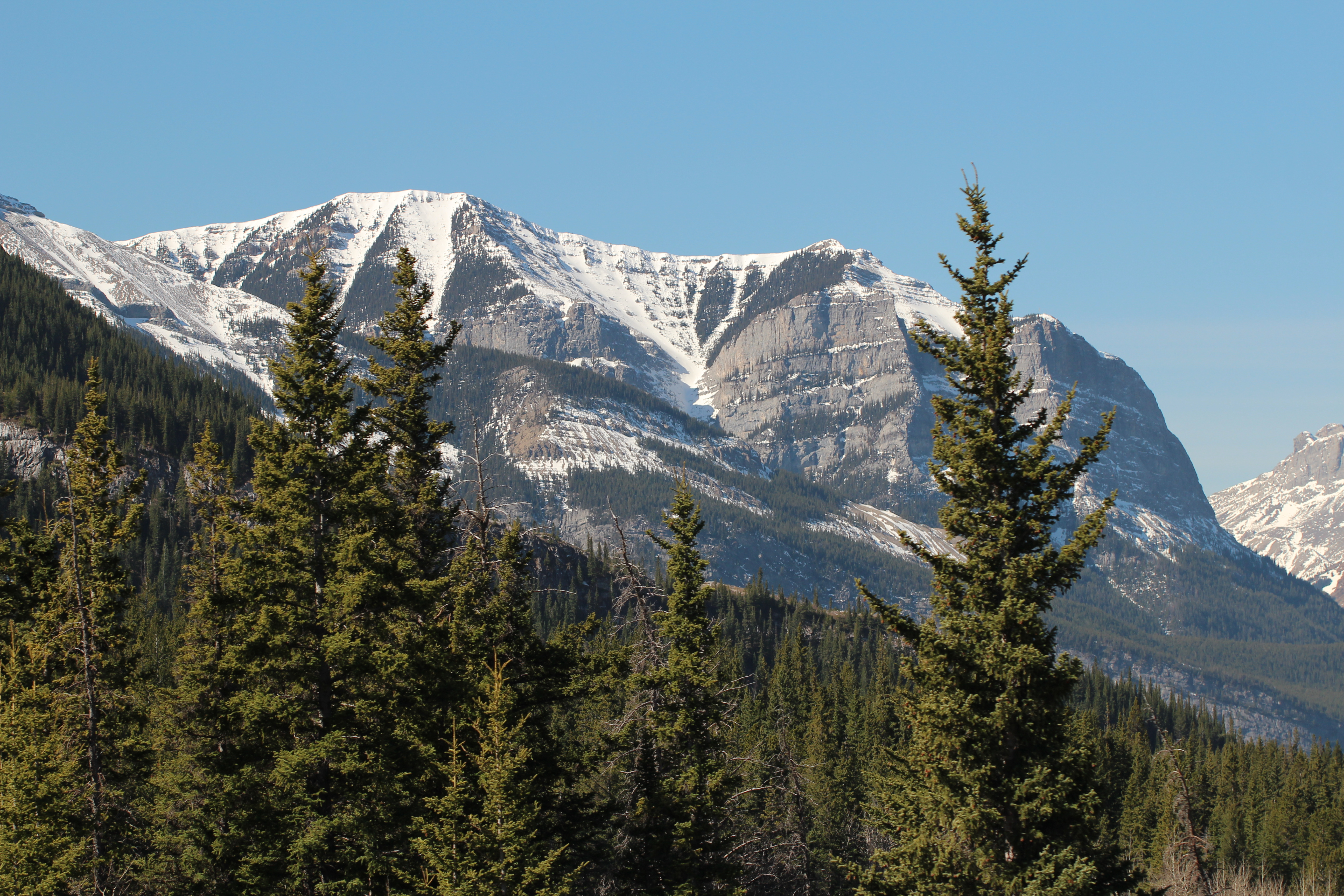
Pigeon Mountain